# Stazione di Napoli Gianturco
Napoli Gianturco è una stazione della linea 2 del servizio ferroviario metropolitano di Napoli. Prende il nome da via Gianturco, della Zona Industriale della città.

## Storia
La stazione venne attivata il 12 maggio 1927, come semplice fermata, ed era denominata "via Gianturco"; in origine, avrebbe dovuto essere battezzata "Pasconcello".
La stazione dispone di 4 binari passanti. Altri binari tronchi visibili sono quelli di Napoli Centrale e del suo deposito locomotori.

## Interscambi
La stazione è servita da 4 binari passanti: il 2 e il 3 sono riservati ai treni della linea 2 del servizio ferroviario metropolitano di Napoli e ai treni metropolitani (in servizio regionale) da e per Salerno e Castellammare di Stabia.
I binari 1 e 4 sono riservati invece ai treni metropolitani da e per Caserta. Prima del 2014 era il capolinea meridionale della linea 2, poi prolungata fino a San Giovanni-Barra.